# Lluís Gavaldà i Roig
Lluís Gavaldà i Roig   (Constantí, 15 d'abril de 1963) és el cantant i principal compositor del grup musical Els Pets. Llicenciat en filologia anglogermànica per la Universitat de Barcelona, Gavaldà és conegut principalment per ser cantant, guitarrista i compositor d'Els Pets, juntament amb els seus amics d'infantesa Falin Cáceres (baix) i Joan Reig (bateria).

## Trajectòria
Després d'una estada als Estats Units d'Amèrica va tornar a Catalunya, on va treballar com a professor d'anglès. Va ser després del seu retorn quan Els Pets van iniciar una carrera que els ha portat a ser un dels grups referents del rock català, amb mes de 40 anys de carrera ininterrompuda i cançons tan conegudes com «Vespre», «S'ha acabat», «Jo vull ser rei», «Bon dia», «Bona nit», «La vida és bonica (però complicada)», «Pau», «Agost», «Blue tack» o «La vida és molt avorrida sense el teu cos», entre altres. El grup de Constantí ha aconseguit innumerables guardons, destacant especialment la fita no superada d'assolir vint-i-dos premis Enderrock, els més representatius i importants de la música en català. La seva discografia plega tretze discs d'estudi, amb títols tan populars com Calla i balla, Agost , Som o Bon dia, que continua essent el disc més venut de la història del rock en català, superant les 150.000 còpies.
Paral·lelament a la seva carrera amb Els Pets, Gavaldà ha col.laborat amb artistes com Love of Lesbian, Els Amics de les Arts, The New Raemon, Figa Flawas o Cala Vento, entre altres, i juntament amb Joan-Pau Chaves va girar l'espectacle «Sona la cançó» on revisitaren en clau acústica les seves peces preferides del cançoner d'Els Pets i d'altres artistes que els han influenciat.
Més enllà de la seva trajectòria musical, Gavaldà col·labora habitualment a premsa, ràdio i televisió. A la premsa va escriure de manera ininterrompuda una columna d'opinió setmanal durant els primers deu anys del diari Ara. A la ràdio ha tingut seccions pròpies en programes destacats com El suplement i El matí de Catalunya Ràdio, així com la seva participació al programa Eduqueu les criatures de Catalunya Ràdio amb Carles Capdevila. També escriu dirigeix i presenta el programa diari El celobert a iCat amb més de 2.000 programes emesos i amb el qual va rebre el premi ARC al millor programa musical català l'any 2024. En l'àmbit audiovisual va presentar el 2006 el concurs Picalletres de Televisió de Catalunya, va ser també copresentador del programa Qui els va parir! i el 2018 va dirigir, escriure i presentar un nou projecte de tretze capítols a TV3 dedicat a la música pop que portava per títol El celobert.
En l'àmbit literari, Gavaldà ha publicat cinc llibres dels quals destaquen Estic prenyat i El pare que et va matricular, reflexions en clau humorística al voltant de la paternitat, Lletres, un recull comentat de les seves lletres de cançons, i Sona la cançó, un viatge emocional i autobiogràfic a través de les seves cançons preferides.
Lluís Gavaldà és pare d'un fill i resideix a St. Albans des del 2016.

## Discografia
Els àlbums que han publicat durant la seva trajectòria:
- Maqueta (1985)
- Els Pets (1989)
- Calla i Balla (1991)
- Fruits Sex (1992)
- Brut Natural (1994)
- Vine a la Festa (1995). Recopilatori de directes.
- Bondia (1997)
- Sol (1999)
- Respira (2001)
- Malacara (2002). Recopilatori.
- Agost (2004)[11]
- Això és espectacle (2006). DVD Documental + directe.
- Com anar al cel i tornar (2007)
- Fràgil (2010)
- L'àrea petita (2013)
- Som (2018)

## Llibres
- Treballs de camp. Una mirada irònica i divertida a la realitat que ens envolta.  PRISMA, 2004, p. 200. ISBN 978-8497910064. Un recull d'articles que té la virtut de fer-nos pixar de riure i, un cop eixugats, reflexionar una miqueta.
- Estic prenyat.  La Campana, 2008, p. 208. ISBN 978-8496735170.
- Valset.  La Galera, 2010, p. 24. ISBN 978-8424635732. Amb il·lustracions de Xavier Salomó, inclou un CD amb una gravació inèdita de la cançó «Valset».[12]
- El pare que et va matricular.  Columna, 2013, p. 160. ISBN 978-8466416207. Anècdotes sobre la convivència amb el seu fill.
- Lletres.  Bridge, 2017, p. 152. ISBN 9788416670093.
- Sona la cançó.  Rosa dels Vents, 2022, p. 240. ISBN 978-8418062339. El cantant Lluís Gavaldà viatja per la banda sonora de la seva vida.[13]